# Аруанан (Гояс)
Аруанан (порт. Aruanã) — муниципалитет в Бразилии, входит в штат Гояс. Составная часть мезорегиона Северо-запад штата Гойас. Входит в экономико-статистический микрорегион Риу-Вермелью. Население составляет 5232 человека на 2006 год. Занимает площадь 3050,303 км². Плотность населения — 1,7 чел./км².

## Статистика
- Валовой внутренний продукт на 2003 год составляет 45 506 260,00 реалов (данные: Бразильский институт географии и статистики).
- Валовой внутренний продукт на душу населения на 2003 год составляет 8803,69 реала (данные: Бразильский институт географии и статистики).
- Индекс развития человеческого потенциала на 2000 год составляет 0,721 (данные: Программа развития ООН).